# ドメニコ・ヴェネツィアーノ
ドメニコ・ヴェネツィアーノ（1410年頃– 1461年5月15日）は、ルネッサンス初期のイタリアの画家であり、主にペルージャとトスカーナで活動した。

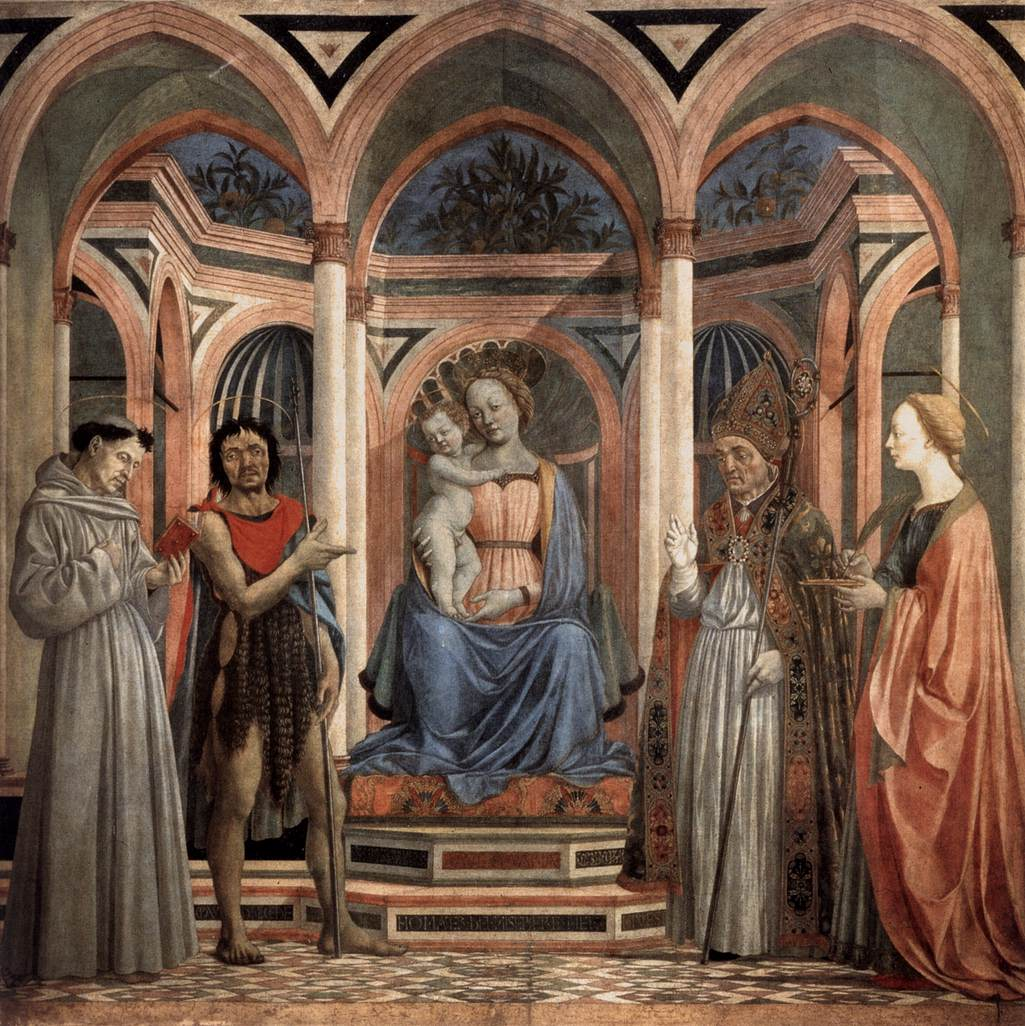
『サンタ・ルチア・デ・マニョーリ祭壇画』、1445–47年頃、板にテンペラ、198×207 cm、ウフィツィ美術館、フィレンツェ

## 人物
ヴェネツィアで生まれたと考えられているが、誕生についてはほとんど知られていない。そのため苗字はヴェネツィアーノ (ヴェネツィア人) となっている。その後、1422-1423年に少年の時にフィレンツェに移り、ジェンティーレ・ダ・ファブリアーノの弟子になった。1423年から1430年頃にローマでピサネロと一緒に仕事をしたと言われている。ドメニコの作品は、ベノッツォ・ゴッツォリの様式に影響を受けた。
ドメニコはペルージャにも長く住んでいたが、1438年にペルージャからピエロ・ディ・コジモ・デ・メディチに宛てた手紙の中でメディチ家の家運との長いつながりに言及し、課長のために祭壇画を描くことを許可するように頼んでいる。画家は、フラ・アンジェリコとフィリッポ・リッピと同時代の人であった。なぜなら、これら2人の芸術家と彼自身が、ペルージャのブオンフィッリのフレスコ画を高く評価していたことが知られているからである。 
もう1つの傑作は、元々はフィレンツェのサンタ・ルチア・デイ・マニョーリにあり、現在はウフィツィ美術館にある『サンタ・ルチア・デ・マニョーリ祭壇画』（1445〜1447年頃）であると考えられている。板にテンペラで描かれた、この祭壇画は、この時期に非常に珍しい色彩を示しているため、ヴァザーリは油彩で描かれたと書いている。ドメニコはまた、おそらく裕福なメディチ家の宮殿のために委嘱された、現在ベルリン美術館にある『東方三博士の礼拝（1439–1441）』の丸い板絵で知られている。ドメニコは、アンドレア・マンテーニャに影響を与えた。
その他の重要な作品は、ルーマニア国立美術館の『ロゼートの聖母』と、フィレンツェのヴィッラ I タッティにある『ベレンソンの聖母』で、どちらも1432年から1437年頃のものである。
ヴァザーリは、ドメニコがアンドレア・デル・カスターニョによって殺害されたと主張した。しかし、カスターニョは、ドメニコが死ぬ4年前の1457年に死亡している。
ドメニコは、1439年から1445年までフィレンツェのサンタ・マリア・ヌオーヴァ病院のポルティナーリ礼拝堂の装飾に携わり、助手としてピエロ・デラ・フランチェスカとビッチ・ディ・ロレンツォを迎えた。その当時の病院の本がドメニコの費用として亜麻仁油に多くの言及をしているので、病院で雇用されている間、ドメニコが自分の媒体として亜麻仁油を使用したことは確かである。彼は、晩年をフィレンツェで過ごし、1461年5月15日に亡くなった。
『聖母子像』は20世紀の著名な美術史家であるバーナード・ベレンソンが所有していた。

## 『サンタ・ルチア・デ・マニョーリ祭壇画』の裾絵 (プレデッラ)
本来のプレデッラの再構築　左から右へ：
- 聖フランチェスコの聖痕
- 砂漠の洗礼者聖ヨハネ
- 受胎告知
- 聖ゼノビウスの奇跡
- 聖ルチアの殉教

裾絵は、本場面に出てくる聖人の場面を描く板絵と、中央の倍の大きさの『受胎告知』を含んでいた。『聖フランチェスコの聖痕』と『砂漠の洗礼者聖ヨハネ』は現在、ワシントン・ナショナル・ギャラリー、『受胎告知』と『聖ゼノビウスの奇跡』は、ケンブリッジのフィッツウィリアム美術館、『聖ルチアの殉教』は、ベルリン美術館にある。